# Eduardo Duhalde
Eduardo Alberto Duhalde, född 5 oktober 1941 i Lomas de Zamora, provinsen Buenos Aires, är en argentinsk peronistpolitiker, advokat och notarie. Han tjänstgjorde som vicepresident i Argentina under Carlos Menems första presidentperiod, men avsade sig uppdraget för uppdraget som guvernör för provinsen Buenos Aires. Han utsågs till interimpresident 2002 men tvingades avgå 2003 efter den så kallade "Massakern i Avellaneda" där två demonstranter avled och ett trettiotal skottskadades av skjutande polis.
Eduardo Duhalde har av flera politiker anklagats för att ha samröre med narkotikamaffior i staden och provinsen Buenos Aires. 
Eduardo Duhalde var kandidat till presidentvalet i Argentina 2012.